# Rägavere (gemeente)
Rägavere (Estisch: Rägavere vald) was een gemeente in de Estlandse provincie Lääne-Virumaa. De gemeente telde 825 inwoners op 1 januari 2017 en had een oppervlakte van 173,1 km². Daarmee was ze de kleinste van de provincie. De gemeente telde veertien dorpen. Hoofdplaats was Ulvi.
In oktober 2017 ging de gemeente op in de gemeente Vinni.

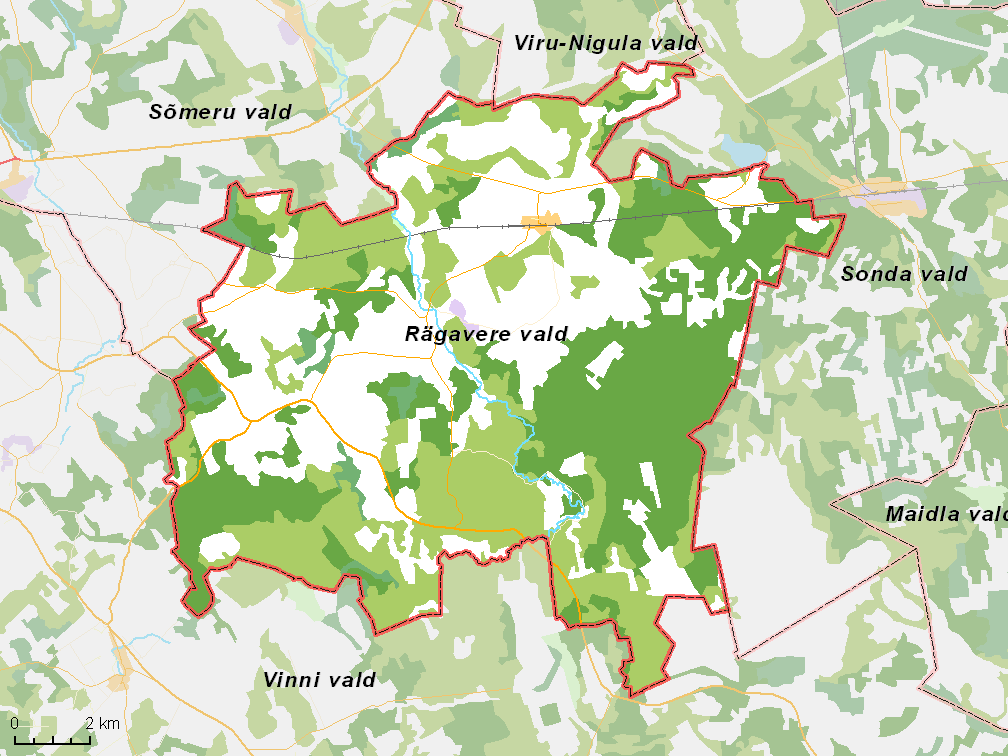
De vroegere gemeente met omliggende gemeenten